# Muricopsis principensis
Muricopsis principensis е вид коремоного от семейство Muricidae.

## Разпространение
Видът е разпространен в Сао Томе и Принсипи.